# Volume Table Of Contents

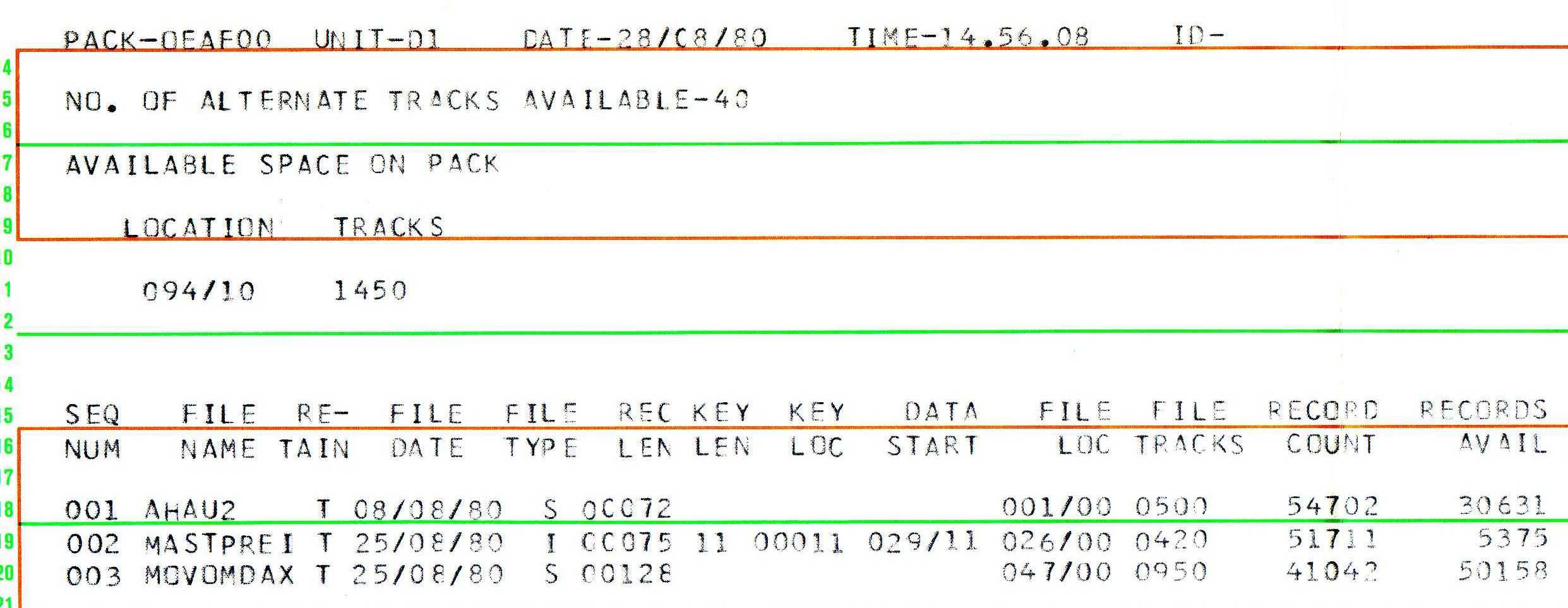
VTOC erstellt 1980 auf einem System/38

Die (seltener der) Volume Table Of Contents (VTOC) ist das Inhaltsverzeichnis eines DASD-Datenträgers. In der VTOC stehen pro Dataset die physische Position der einzelnen Extents sowie Metadaten wie Dateiformat, Erstellungs-, Zugriffs- und Ablaufdatum.
Die VTOC entspricht dem Tape Header (Datenträgeretikett) bei Banddatenträgern.